# Aromobates walterarpi
Aromobates walterarpi é uma espécie de anfíbio anuro da família Aromobatidae. Está presente na Venezuela. A UICN classificou-a como em perigo de extinção.